# Вахрамеєво
Вахраме́єво (рос. Вахрамеево) — присілок у складі Афанасьєвського району Кіровської області, Росія. Входить до складу Пашинського сільського поселення.
Населення становить 5 осіб (2010, 13 у 2002).
Національний склад станом на 2002 рік — росіяни 92 %.